# Język kalabra
Język kalabra (a. klabra), także: moi klabra, beraur – język zachodniopapuaski używany przez grupę ludności w prowincji Papua Zachodnia w Indonezji. Według danych z 1988 roku posługuje się nim ponad 3 tys. osób.
Należy do rodziny języków zachodniej Ptasiej Głowy. Na poziomie słownictwa wykazuje podobieństwa do języka tehit, a w dalszej kolejności jest spokrewniony z językiem moi (właściwym). Publikacja Peta Bahasa podaje, że jego użytkownicy zamieszkują wieś Klamono (dystrykt Klamono, kabupaten Sorong).
Posługuje się nim lud Kalabra. Występują przynajmniej dwa dialekty (buk i wanurian). Wyróżniany lokalnie dialekt salmit został sklasyfikowany jako odmiana języka tehit.
Został w pewnym stopniu udokumentowany. W latach 80. XX wieku powstały dwie prace poświęcone morfologii i fonologii kalabra (Struktur bahasa Klabra, 1983/1984). W 2017 roku wydano słownik.